# Kiriki-Ulita (dieriewnia)
Kiriki-Ułita (ros. Кирики-Улита) – wieś (dieriewnia) w Rosji, w rejonie wołogodzkim obwodu wołogodzkiego. W 2010 r. liczyła 1 mieszkańca.